# Cal Rull
Cal Rull és un edifici al municipi de Tossa de Mar (la Selva) inclòs a l'Inventari del Patrimoni Arquitectònic de Catalunya. És un edifici de dues plantes i coberta de doble vessant a laterals. L'estructura planimètrica rectangular original s'ha ampliat a ponent amb diversos cossos adossats. És un antic mas agrícola dels segles XVII-XVIII, però documentat des del segle xvi, reformat al segle xix i durant els anys 70 del segle xx, conservant gairebé únicament l'estructura i els marcs d'algunes obertures. Antigament rebia el nom de Mas Bosch de Sant Benet. El nom de Cal Rull prové d'un masover del segle xix.
Prop del mas es van trobar restes d'urnes funeràries datades al segle ix aC. A les proximitats de la casa, pel camí d'accés, hi ha un gran camp que actualment té els marges plantats de cotxes vells, ferralla, barques velles, naus metàl·liques, caravanes atrotinades, i tancats amb barraques. Davant la casa, sobre l'antiga era de batre, també hi ha tot de deixalles, restes de materials de construcció, cotxes, plàstics, trossos d'automòbils i una caravana.
La façana és arrebossada, encara que el seu estat de conservació és molt dolent. Les obertures de la façana, al sud, són totes d'obra de rajol i ciment, a excepció d'una finestra tapada conservada possiblement de l'edificació anterior. Aquesta finestra, de permòdols, està emmarcada de pedra i té l'ampit trencat i amb decoració floral al fris. Es conserven també els tres blocs inferiors de suport de la finestra.
A les façanes laterals hi ha finestres petites de permòdols. Els ràfecs evidencien les diferents reformes i ampliacions, i, encara que tots són de dues o tres fileres de rajola i teula, són diferents en la seva composició. A la vora del mas es conserva un pou i una antiga era de batre, construïts a base de rajoles i pedra.